# Giacomo Agosti
Giacomo Agosti (Milano, 19 dicembre 1962) è uno scrittore, produttore teatrale e artista italiano.

## Biografia
Ha studiato Storia dell'arte sotto la guida di Paola Barocchi alla Scuola Normale Superiore a partire dal 1981, laureandosi nel 1984 e ottenendo il dottorato nel 1995.
Ha cominciato a scrivere guardando il cinema del passato e riannodando il documento testuale con la voglia di ricostruire la storia della Galleria di Villa Borghese a Roma, di cui ha pubblicato i documenti relativi al passaggio dai principi allo Stato italiano tra la fine del XIX e gli inizi del XX secolo..
Negli stessi anni ha scoperto l'archivio privato di Adolfo Venturi, presso la nipote romana, che ha fatto donare alla Scuola Normale.
Nel 1987 ha organizzato insieme a diversi studiosi italiani e stranieri una mostra e un convegno a Bergamo su Giovanni Morelli e la cultura dei conoscitori ottocenteschi. L'iniziativa è stata accompagnata da una serie di pubblicazioni che hanno aiutato a reinserire un personaggio complesso all'interno dell'ambiente milanese e in particolare della Brera di fine Ottocento.
Una testimonianza ulteriore dell'interesse per la cultura bergamasca si trova nel saggio dedicato a Enrico Scuri, maestro all'Accademia Carrara per buona parte dell'Ottocento.
Nel 1989 ha vinto il posto di assistente a una delle cattedre di stile, storia dell'arte e del costume dell'Accademia di Brera, allora diretta da Daniela Palazzoli. Lavorando a fianco di Piero Quaglino, ha avuto modo di conoscere un altro esponente della cultura torinese, Mario Soldati.
Ha partecipato come attore ai film sperimentali di Francesco Ballo, presentati in diversi festival tra cui quello torinese (1996), ai quali ha seguito l'ingaggio in alcune repliche teatrali della Confessione, lo spettacolo immaginato da Walter Manfré per stringere attore e spettatore in un rapporto esclusivo.
Nel 2002 ha prodotto al Teatro Out Off di Milano una versione teatrale – di cui è stato anche interprete – del film di Don Siegel, L'invasione degli ultracorpi, affidandone la regia a Corrado Accordino.
Nel frattempo ha offerto una prima elaborazione dell'esperienza paterna affrontando il rapporto tra Auguste Renoir e suo figlio Jean, di cui ha fatto ripubblicare per Garzanti il libro Renoir mio padre accompagnandolo con un saggio intitolato La Francia vista dall'America.
Il cannocchiale retrospettivo, dalla piattaforma di Brera, è continuato attraverso il dialogo con Cesare Garboli e con l'organizzazione delle mostre sulla storia dell'insegnamento di scenografia (1997-1998) e soprattutto con un volume sulle collezioni dell'Accademia, curato insieme a Matteo Ceriana della Soprintendenza, che ha offerto nuovi materiali per capire come e cosa si fosse insegnato a Brera dalla fine del Settecento agli anni Cinquanta del Novecento.
Negli stessi anni A. ha preso a indagare il legame storico tra melodramma e cinema e la natura delle illustrazioni dei libri di cinema, prossimi a essere sostituiti dalla rete.
La mostra su Senso di Visconti (1998) ha chiuso la volontà di guardare all'indietro – sebbene il catalogo sia uscito contemporaneamente agli atti delle giornate di studio su Camillo Boito, organizzate a Brera sulla falsariga di quelle pisane per Venturi (2002).
Privatosi di una serie di riferimenti logici e verbali, A. ha deciso in quel momento di ripartire dalla propria fisicità, analogamente a quanto intraprendeva il suo allievo Roberto Cuoghi col quale ha collaborato in diversi video (2004).
Ha prestato il suo corpo a un reportage di moda di Jonathan Frantini (2007) e si è impegnato in due campagne pubblicitarie a largo raggio, quella per Banca Intesa – all'interno della cui corporate tv ha creato il personaggio di Mister Bank (2003) – e quella per Bang e Olufsen, che era costituita da una performance itinerante negli stores italiani sul tema della Laura di Otto Preminger (2004).
Nel frattempo la cattedra a Brera, vinta nel 1998 con la dicitura di metodologia e storia della critica d'arte, si era mutata in pratica e cultura dello spettacolo.
A. ne aveva fatto un laboratorio per artisti che partendo dalle sensazioni fisiche arrivasse a un graduale trattamento delle emozioni (documentato dal dvd Fuori Genere compilato per l'Università di Torino e parzialmente presentato al Milano Film Festival del 2006).
La svolta ha permesso di mettere l'allievo al centro dell'attenzione con tutto se stesso prima che col lavoro finito. Di qui sono nate discussioni sullo statuto formale a cui A. ha affiancato due lavori letterari nati dalla riflessione sul gesto della scrittura: La divisa blu e soprattutto Il mio Puccini . Se per Walter Siti Il Mio Puccini soffriva di “un eccesso di ellissi” dove “la cultura, invece che farsi materia, rischia di essere un tappo”, il testo sembrava ad Anna Albano “la progressiva  messa a nudo dei corpi sbagliati, ma senza suadenti spogliarelli”, bensì “strappando i panni”.
All'interno del capitolo sulla “Rondine” A. ha avuto l'opportunità di chiarire una volta per tutte l'esaurimento di un modello che l'aveva affascinato nella giovinezza e al quale aveva dedicato studi e ricerche – in particolare l'edizione del carteggio con Bernard Berenson fatta insieme a Cesare Garboli – culminati in un progetto editoriale approvato da Bompiani.
“(Roberto) 'Longhi' restava il nome di un'alleanza che c'era stata. Cresciuta in spessore, aveva perso di intenzione (…) Garantiva un mondo fiabesco di ragazzi bravi a scuola e primari nelle associazioni: mi piace questo, allora sono questo (…) La scrittura si è esaurita da sé, in tutta naturalezza. Un capitolo dopo l'altro ho abbassato le luci e ho ristretto il numero degli spettatori, finché ho lasciato una frase a mezzo e non l'ho più ripresa”.
Nel 2007 A. ha deciso di arrestare gli esperimenti di mimesi teatrale estemporanea al fine di concentrarsi su un lavoro più ambizioso. C'era già stata la regia di Tosca al Teatro delle Erbe a Milano (2005) e nello stesso anno l'esperienza come scenografo per la Bohème al Teatro Guaira di Curitiba in Brasile. Il melodramma fluiva come un racconto già fatto che attivava in pari tempo la voce dei morti. Nacque così Esser madre è un inferno (il titolo è una citazione dall'Arlesiana di Cilea), in cui A.- in giacca e cravatta - si raccontava come sua madre dalla nascita alla morte. Lo spettacolo fu portato da un piccolo teatro romano alla sezione off del Festival di Sant'Arcangelo. Le repliche turbarono più di uno spettatore e A. tornò ad occuparsi di altri progetti sull'originarietà, come la mostra per i 70 anni della Biancaneve organizzata dalla Disney Italia insieme a Brera.
Nel 2008 ha pubblicato un diario apocrifo di Simone Simon (l'interprete del film Il bacio della pantera). Ha sviluppato la collaborazione con Gianluca Peluffo e Ernesta Caviola prestandosi come modello per le loro campagne fotografiche. Il lavoro presenta somiglianze con quello che A. ha intrattenuto con Chiara Dynys: anche per l'artista mantovana A. si è prestato ad agire diverse performances e a interpretare un intero film prodotto dalla RSI (Fantasy in Bregaglia, 2008).
A partire dal 2010 le attività di A. hanno preso un ritmo, una forma e un campo diverso. Anziché recitare in prima persona, A. ha stretto il progetto rappresentativo su un gruppo di cantanti lirici (che si sono alternati a seconda del repertorio) adattando la partitura alle occasioni ed esplorando, col suono e la fisicità, lo spazio di azione.
Sono nati così nel giro di pochi anni il Rigoletto dello Spazio Frigia a Milano, il quarto atto del Trovatore nella grotta di Bedulita (Bergamo), il finale di Aida nel Labirinto di Arnaldo Pomodoro, il Don Giovanni (atto secondo, prima parte) nella Sala dei Papiri al Museo Nazionale di Napoli, la Rondine in Casa Verdi, l'Arlesiana al Pim Off e soprattutto i cicli di interventi per le sale del Poldi Pezzoli e, a partire dall'inaugurazione, per il Museo del 900 di Milano.
I lavori sono stati prodotti dall'Associazione di A., il Nuovo Mondo, col supporto occasionale del Comune di Milano. La direzione musicale, al pianoforte, è stata quasi sempre di Emanuele De Filippis.
Brera ha prodotto il Wozzeck di Berg, ridotto per due pianoforti; il King Lear in collaborazione con la RADA di Londra e l'Alcina di Haendel sull'Isola Comacina con l'insieme dell'Accademia dell'Annunciata diretto da Riccardo Doni.
In collaborazione con Emilio Sala e con l'orchestra di Milano Classica diretta da Gianluca Capuano A. ha curato la regia della prima ripresa moderna di un'opera comique di Dalayrac, I due Savoiardi (alla Palazzina Liberty, 2013).
Sono seguite due giornate per Piano City a Milano (un concerto su Smareglia, 2017, e la ripresa della Tilda di Cilea, 2018) e due lavori commissionati dall'Università dell'Aquila: la Figlia di Iorio di Pizzetti e una versione della Tote Stadt di Korngold all'interno dell'auditorium di Renzo Piano e con un'installazione luminosa di Mattia Agnelli ispirata alla Donna che visse due volte di Hitchcock.
Nel 2013, durante un'esecuzione dei Wesendonck Lieder al Pim Off di Milano, A. aveva dato alle fiamme il catalogo della Biennale di Venezia del 1910 postillato da Roberto Longhi.
Il gesto, proposto col titolo Il silenzio di Longhi, scioglieva fisicamente la lunga storia d'amore con l'altrove, con l'altro da sé 'bravo a scuola', e apriva una nuova fase: l'acquisto della totalità delle azioni dell'azienda di famiglia, Laros, dove A. si è impegnato a lavorare da allora insieme col suo compagno, Walter Sala, imprenditore arricchito dagli studi di politica internazionale.
Attualmente A. ha insegnato a Brera per più di trent'anni (oltre ai già citati, tra i suoi allievi ricordiamo l'illustratore Angelo Ruta, il regista cinematografico Alessandro Leone, il poeta Dome Bulfaro, la pittrice coreana Minjung Kim, Luca Bertolo docente a Bologna, Nicola Trezzi direttore del Center of Contemporary Art di Tel Aviv).
Ha donato all'Accademia diverse migliaia di volumi che costituiscono un fondo a lui intitolato.
L'interesse per la musica americana gli ha fatto produrre a Brera una versione di West Side Story per pianoforte e percussioni, seguita dalla prima esecuzione italiana di Show Boat di Jerome Kern proposta al Pim Off di Milano nel 2015.
Lo sviluppo di queste suggestioni si trova nel libro di prossima pubblicazione per la collana Le Sfere (Ricordi): L'isola delle sirene. Gay culture e american musical da Busby Berkeley a Betty Grable.

## Filmografia
- Non si dia la colpa a nessuno, di Francesco Ballo, Italia, 1994, video VHS, 24'.
- Quando le ombre si allungano, lungometraggio di Francesco Ballo, Italia, 1996, 16 mm, 100'.
- Hai chiuso la valigia?, mediometraggio di Francesco Ballo, Italia, 1999, 32’.
- Tra i segreti dell’Europa. Fantasy in Bregaglia, di Chiara Dynys, Italia-Svizzera, 2009, 25’.

Video
- Serie 16.31, realizzata da Next Media Lab per la tv commerciale di Banca Intesa, 2003 - 2004 (12 puntate).
- Serie Intesa Private Banking, realizzata da Next Media Lab per la Intranet di Banca Intesa Private Banking, 2004 (4 puntate).
- Vögelvariation. Il cinema sotto la pelle, una serata a cura di Giacomo Agosti e Riccardo Conti, Milano, spazio Bianca Maria, 6 aprile 2005 (nel corso della serata è stato presentato il lavoro video di Giacomo Agosti e Mattia Costa, con effetti make-up di Roberto Cuoghi, Il desiderio dello studente).
- Fuori genere: laboratorio visivo di didattica delle emozioni, 4 videolezioni per UNIST (aa.2006-2007).

## Performance
- Omaggio a René Magritte, performance ispirata a Laura di Otto Preminger per la serata inaugurale della mostra Bang e Olufsen, Torino, 4 novembre 2004, Milano, 11 novembre 2004, Bologna, 18 novembre 2004, Firenze, 25 novembre 2004, Roma, 2 dicembre 2004.
- Uno sbirro per due black-blocs, Morbegno, primo festival delle arti in provincia di Sondrio, 15 maggio 2004.
- Dog Star Man, in "Double", estate 2007, pp. 116-135.
- 5+1 AA. Il silenzio del sottomarino, a cura di Ernesta Caviola, Silvana - Archives d'Architecture Moderne, Cinisello Balsamo - Bruxelles, 2008.
- Primi piani: Giacomo Agosti, Gli uomini non possono essere violentati (dalla Tosca di Puccini); Aude Priya, Aria della lettera (dall’ Eugenio Onieghin di Ciaikovski), Roma, Teatro LoSpazio, 16-17 maggio 2009.
- Save Me, performance di Chiara Dynys, Foligno, Centro per l’Arte Contemporanea, 18 settembre 2010.
- ll Trovatore (Quarto Atto), di Giuseppe Verdi, Grotta del Buco del Corno (Bedulita, Valle Imagna), 31 luglio 2010.
- La Forza del Destino, di Giuseppe Verdi, Milano, Museo del Novecento, 7 e 9 aprile 2011.
- La Gioconda. Quarto Atto, Milano, Museo Poldi Pezzoli, 26 ottobre 2011.
- Senza Mamma, Milano, Museo del Novecento, 10 e 13 maggio 2012.
- A West Side Expression, da Leonard Berstein, Milano, Accademia di Brera, 14-16 giugno 2012.
- Don Giovanni. Atto Secondo. Inizio, con la collaborazione di M. Degan, Napoli, Museo Archeologico, 29-30 settembre 2012.
- ll museo canta? Studi sulla cornice, (direzione musicale di Emanuele De Filippis), Museo Poldi Pezzoli, 17 ottobre 2012-20 marzo 2013.
- Il mercurio nel termometro blu. Musica e canto per Edda Moser, a cura di Giacomo Agosti e Marianna Prizzon, Milano, Museo del Novecento, 24 maggio 2013.
- Il silenzio di Longhi, Invito all’ascolto di R.Wagner, Wesendonk Lieder, Milano, Pim Off, 30 gennaio 2013.
- Smareglia, concerto di Marianna Prizzon accompagnata da Renata Nemola, Milano, Piano City, 21 maggio 2017.
- F. Cilea, La Tilda, Milano, Piano City, 20 maggio 2018.

## Spettacoli
- La confessione, di autori vari, regia di Walter Manfré, Torino, Teatro Fregoli, febbraio 1997.
- L'invasione degli ultracorpi, da un'idea di Monika Nagy e Giacomo Agosti, regia di Corrado Accordino, Milano, Teatro Out - Off, 22-27 ottobre 2002.
- Tosca, opera in 3 atti di Giacomo Puccini, libretto di Luigi Illica e Giuseppe Giacosa, Milano, Teatro delle Erbe, 18-20 novembre 2005.
- La Bohème, opera in 4 atti di Giacomo Puccini, libretto di Luigi Illica e Giuseppe Giacosa, scenografie in collaborazione con Nicola Trezzi, Curitiba (Brasile), Teatro Guaira, 24-30 giugno 2005.
- Il mio Puccini, regia di Giacomo Agosti, Teatro Spazio Frigia 5, 25-26 Ottobre 2008.
- Rigoletto, melodramma in 3 atti di Francesco Maria Piave, musica di Giuseppe Verdi, Milano, Teatro Studio Frigia 5, 8-10 ottobre 2009.
- Wozzeck, di Alban Berg, Milano, Teatro dell’Accademia di Brera, 25-28 febbraio 2010.
- Re Lear, di William Shakespeare, Milano, Teatro dell’Accademia di Brera, 3-6 marzo 2011.
- I due ragazzi savoiardi, commedia con musica, libretto di Giuseppe Carpani, musica di Nicolas Dalayrac e Vaclav Pichl, Milano, Palazzina Liberty, 12 maggio 2013.
- La Canzone di Magnolia, da Jerome Kern, in collaborazione con Maria Galantino, Milano, Pim Off, 1 marzo 2015.
- Esser madre è un inferno, un’azione scenica di Giacomo Agosti guardata per 45 minuti da Mattia Costa, Roma, Teatro di Santa Chiara al Casaletto, 11-12 maggio 2007; Santarcangelo di Romagna, La casa del glicine, 7-9 luglio 2007.
- Alcina, di Georg Friedrich Haendel, Isola Comacina, 12-14 giugno 2015.
- La Corda Immobile, da I. Pizzetti, La figlia di Iorio, L'Aquila, Ridotto del Teatro Comunale, 25 agosto 2017.
- Un'operetta impazzita, da E.W. Korngold, Die Tote Stadt, L'Aquila, Auditorium di Renzo Piano, 16 settembre 2019.